# Umm al-Amad (Dajr Hafir)
Umm al-Amad (arab. أم العمد) – wieś w Syrii, w muhafazie Aleppo. W 2004 roku liczyła 959 mieszkańców.